# Брейнърд
Брейнърд (на английски: Brainerd) е град в САЩ, щата Минесота, административен център на Окръг Кроу Уинг (Crow Wing County).
Има население от 20 178 души (метрополитен 104 023) според преброяване от 2010 г., считан е за един от най-големите градове в Централна Минесота.
Градът е известен с Международното авторали на Брейнърд.